# Reto Nause

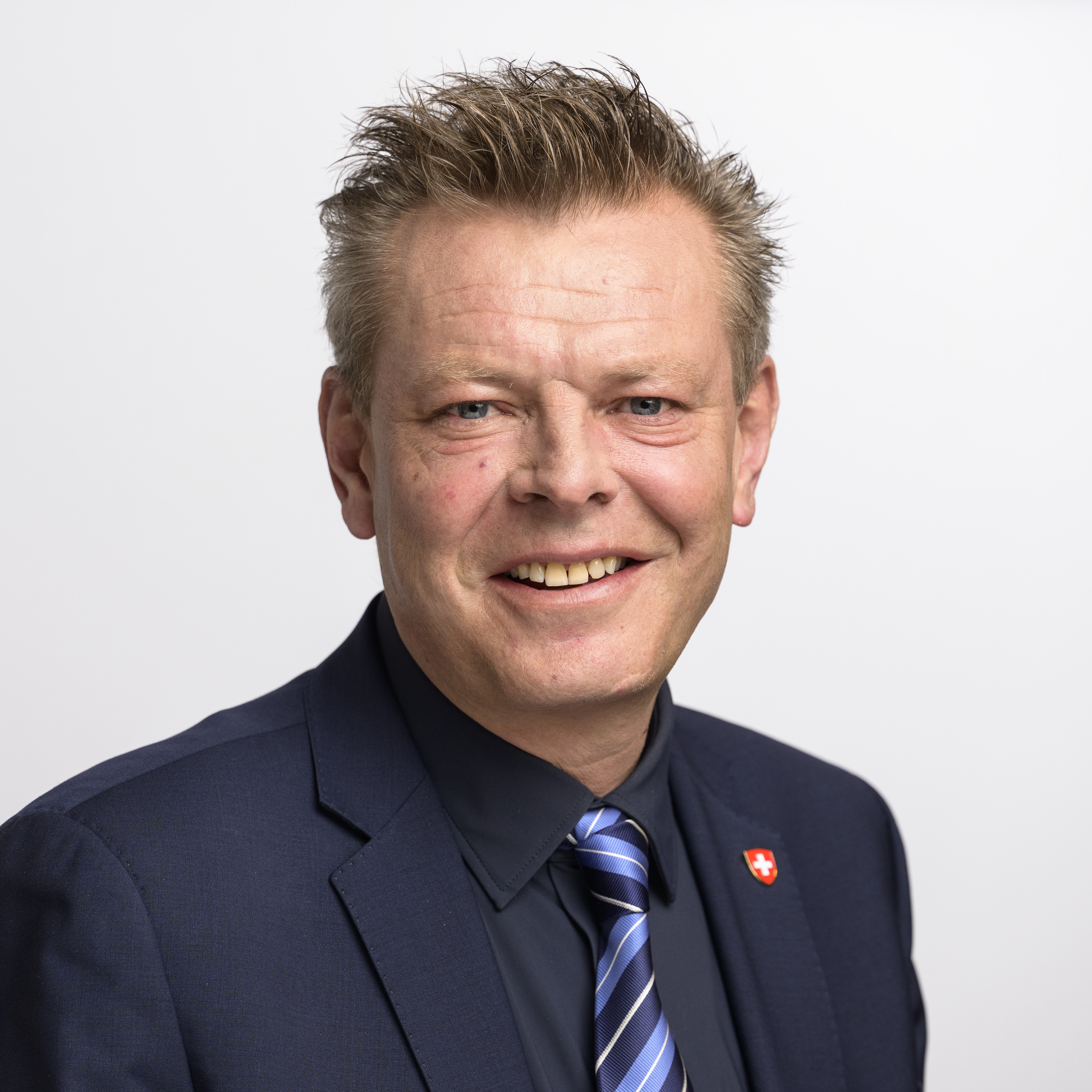
Reto Nause (2023)

Reto Nause (* 17. Juni 1971 in Birmenstorf) ist ein Schweizer Politiker (Die Mitte, vormals CVP). Er ist seit 4. Dezember 2023 Nationalrat, von 2009 bis 2024 war er Gemeinderat der Stadt Bern. 

## Werdegang
Nach der Matura Typus B an der Kantonsschule Baden studierte Nause von 1992 bis 1999 Geschichte, Politologie und Staatsrecht an der Universität Zürich. Er war von 1994 bis 1996 Präsident der Jungen CVP des Kantons Aargau und von 1996 bis 2000 Parteisekretär der CVP Aargau. 1999 war Nause Initiant der von der Aargauer Zeitung als «Duschen mit Doris» bezeichneten Werbekampagne, bei der Duschgel-Beutel mit dem Porträt der damaligen National- und Ständeratskandidatin Doris Leuthard verteilt wurden. 2000/2001 war Nause Geschäftsführer der Pilotengewerkschaft Aeropers. Von 2001 bis 2008 war er Generalsekretär der CVP Schweiz, zudem von 2004 bis 2008 Mitglied des Berner Stadtrats.
Ab dem 1. Januar 2009 war Nause Gemeinderat der Stadt Bern und leitete die Direktion für Sicherheit, Umwelt und Energie. Am 25. November 2012, am 30. November 2016 und am 29. November 2020 wurde er jeweils im Amt bestätigt. Aufgrund der Amtszeitbeschränkung endete sein Mandat Ende 2024.
Bei den Nationalratswahlen 2023 wurde Reto Nause in den Nationalrat gewählt, nachdem er bereits in den Wahlen seit 1999 jeweils zur Wahl als Nationalrat angetreten war, aber nicht gewählt wurde. Er ist Mitglied in der Finanzkommission und in der Sicherheitspolitischen Kommission.
Er ist verheiratet und Vater von zwei Söhnen.